# Cuchillas del Tiempo
Cuchillas del Tiempo (en español) (Originalmente en ruso Клинки Времени Bureizu obu Taimu) y conocido originalmente en Norteamérica y Europa como Blades of Time, es un videojuego del año 2012 perteneciente al género de aventura y Hack and slash desarrollado por Gaijin Entertainment y publicado por Konami para Microsoft Windows, PlayStation 3, Xbox 360 y Mac OS X. El juego es un sucesor espiritual del trabajo pasado de Gaijin Entertainment, X-Blades. Cuchillas del Tiempo fue lanzado en Norteamérica el 6 de marzo y en Japón el 8 de marzo de 2012. Las versiones de Microsoft Windows y Mac OS X fueron anunciadas para una fecha posterior, estas últimas fueron lanzadas el 21 de abril de 2012, seguido de la versión para Mac OS X a los pocos días.

## Jugabilidad
Cuchillas del Tiempo cuenta con una habilidad llamada "Rebobinar Tiempo", que permite al jugador volver el tiempo atrás y produce un clon que replica las últimas acciones de la protagonista Ayumi y es vital en la resolución de rompecabezas y para luchar contra hordas de enemigos. El juego también cuenta con una capacidad de "Deslizamiento", que al instante se puede usar para acortar la distancia entre Ayumi y sus enemigos, así como hacer viajes rápidamente utilizando características ambientales. A medida que el juego progresa, Ayumi podrá desbloquear más de 40 conjuntos de habilidades, incluyendo ataques y combos, así como la Orden de gran alcance y las formas de la magia del Caos. El juego también ofrece tanto un modo cooperativo de campaña y características PvP.

## Argumento
Una cazadora de tesoros hábil en el manejo de armas, llamada Ayumi (アユミ Ayumi), se encuentra atrapada en una isla misteriosa y peligrosa. Aunque rica en recompensas, la isla también está atrapada en la agonía de la magia del Caos. Ayumi pronto descubre que también alberga miles de secretos ancestrales, incluidos poderes especiales y habilidades que ella puede ganar por sí misma. Utilizando todo lo que pueda, debe encontrar una manera de derrotar a los ejércitos de villanos amenazadores y atravesar una multitud de trampas traicioneras, con el fin de liberarse de las garras de la isla.

## Recepción
El juego recibió críticas "mixtas" en Microsoft Windows, PlayStation 3 y Xbox 360, pero recibió críticas "generalmente desfavorables" en Nintendo Switch, según el sitio web de reseñas Metacritic. En Japón, la revista Famitsū les dio a las versiones de PS3 y Xbox 360 una puntuación de cuatro ochos para un total de 32 sobre 40.
Blades of Time para Nintendo Switch ocupó el tercer lugar en la lista de los 15 juegos peor valorados de 2019 según IGN.